# Niunaje
Niunaje (biał. Ніўнае; ros. Нивное, Niwnoje; hist. pol. Niwna; ros. Нивна) – wieś na Białorusi, w obwodzie homelskim, w rejonie oktiabrskim, w sielsowiecie Łomowicze.
W pobliżu wsi znajduje się Rezerwat Biologiczny Babiniec.

## Historia
W XIX i w początkach XX w. zaścianek położony w Rosji, w guberni mińskiej, w powiecie bobrujskim. Opisywany był wówczas jako położony w miejscu odludnym.
Po I wojnie światowej pod administracją polską, w Zarządzie Cywilnym Ziem Wschodnich, w okręgu mińskim, w powiecie bobrujskim. W wyniku postanowień traktatu ryskiego znalazła się w granicach Związku Sowieckiego. Od 1991 w niepodległej Białorusi.